# Edwin Seaver
Edwin Seaver (1900-1987) fue un escritor, editor y  crítico estadounidense.
Fue autor de las novelas The Company (Macmillan, 1930) y Between the Hammer and the Anvil (Julian Messner, 1937). Afín al comunismo, colaboró en publicaciones como Menorah Journal, The New Masses o The Partisan Review, entre otras. Participó también en la publicación de la obra de la actriz Carole Landis Four Jills in a Jeep, titulada en referencia a la película homónima.